# Reichsverband gegen die Sozialdemokratie
Der Reichsverband gegen die Sozialdemokratie war ein deutscher Agitationsverband in der Zeit vor dem Ersten Weltkrieg.

## Geschichte
Der Verband wurde am 9. Mai 1904 in Berlin von Mitgliedern der Deutschkonservativen, Freikonservativen und Nationalliberalen Partei gegründet. Eduard von Liebert, bis 1901 Gouverneur von Deutsch-Ostafrika, wurde zum Vorsitzenden gewählt. Von Politikern der SPD wurde er meist als „Reichslügenverband“ bezeichnet.
Ziel des Reichsverbands war die Herbeiführung geschlossenen Vorgehens aller treu zum Kaiser und Reich stehenden, nicht sozialdemokratischen Parteien und Personen bei den Wahlen. Ideologisch war er, ähnlich dem Alldeutschen Verband und dem Deutschen Flottenverein, am Militarismus orientiert. Der Reichsverband veröffentlichte regelmäßig das propagandistische Handbuch für nichtsozialdemokratische Wähler analog zum vom SPD-Parteivorstand herausgegebenen Handbuch für sozialdemokratische Wähler.
Liebert schrieb in seinen Erinnerungen:

„Erhebliche Geldspenden gestatteten uns sofort staatliche Geschäftsräume [...] zu mieten, ein erhebliches Beamtenpersonal anzustellen , eine Bibliothek und ein Archiv anzulegen, Werbereisen zu unternehmen, die besonders am Rhein und an der Ruhr uns bedeutende Geldmittel zuführten.“

Aus dem Reichsverband gegen die Sozialdemokratie entwickelte sich der 1907 gegründete Bund vaterländischer Arbeitervereine.
Bei der Reichstagswahl 1912 konnte die Sozialdemokratische Partei Deutschlands 34,8 % der Stimmen erlangen und ihre Sitze im Reichstag mehr als verdoppeln. In Folge verlor der Reichsverband stark an Mitgliedern.
Wenige Wochen nach Ausbruch des Ersten Weltkriegs, am 29. August 1914, stellte der Reichsverband infolge der Burgfriedenspolitik seine gesamte Tätigkeit ein. Damit sollte für die Kriegsdauer der innere Frieden innerhalb des Deutschen Reichs gehalten werden, außerdem hoffte der Vorstand, dass nach Kriegsende eine Bekämpfung der Sozialdemokratie nicht mehr notwendig sein würde.